# Clostera suffusa
Clostera suffusa är en fjärilsart som beskrevs av Stephens 1835. Clostera suffusa ingår i släktet Clostera och familjen tandspinnare. Inga underarter finns listade i Catalogue of Life.